# Landkreis Nantou
Der Landkreis Nantou (chinesisch 南投縣, Pinyin Nántóu Xiàn, Tongyong Pinyin Nántóu Siàn, W.-G. Nan-t'ou Hsien, Pe̍h-ōe-jī Lâm-tâu-kōan) ist ein Landkreis der Republik China auf Taiwan. Er liegt im Zentrum der Insel Taiwan und hat als einziger aller Landkreise der Republik China keine Meeresküste. Hauptstadt ist die Stadt Nantou.

## Geschichte
Die ersten Bewohner der Gegend des heutigen Nantou waren austronesische Ethnien, die Vorfahren der heutigen indigenen Völker Taiwans. Nachdem die Insel Taiwan 1683 an das Kaiserreich China der Qing-Dynastie gekommen war, begann allmählich die Einwanderung von Han-Chinesen, die vor allem aus den südlichen Küstenprovinzen Guangdong und Fujian kamen. Anfänglich gehörte die Region administrativ zum Landkreis Zhuluo und ab 1723 zum neu eingerichteten Landkreis Changhua. Während der Zeit der japanischen Herrschaft über Taiwan (1895–1945) erfolgte 1920 eine größere Verwaltungsreorganisation und Taiwan wurde in Präfekturen eingeteilt. Eine davon war die Präfektur Taichū, die die heutigen Verwaltungseinheiten Taichung, Landkreis Nantou und Landkreis Changhua umfasste. Nachdem Taiwan 1945 an die Republik China gekommen war, wurden die alten Verwaltungseinheiten im Wesentlichen beibehalten und aus der Präfektur entstand der Landkreis Taichung. 1950 wurden die Gebiete von Changhua und Nantou abgetrennt und zu selbständigen Landkreisen. Die Landkreisverwaltung von Nantou nahm am 21. Oktober 1950 ihre Arbeit auf.

## Geographie und Klima
Der Landkreis gehört größtenteils zur zentralen Gebirgskette Taiwans. Lediglich im Westen reichen die Ausläufer des Flach- und Hügellandes Westtaiwans ins Kreisgebiet. Dort liegen mit der Kreisstadt Nantou und Caotun die beiden größten Siedlungen. Im Süden des Landkreises liegt der vom gleichnamigen Nationalpark umgebene Yushan, der mit 3.952 m höchste Berg Taiwans und Ostasiens. Der zentrale Kreisteil um die Stadt Puli liegt an der Westseite des Hauptkamms des Gebirges. Dort befindet sich der Sonne-Mond-See, ein beliebtes Ausflugsziel.
Die durchschnittliche Jahrestemperatur beträgt 23 °C in den Ebenen und  20 °C im Bergland. Der Jahresniederschlag in den Ebenen liegt bei 1.750 mm und in den Bergen bei 2.800 mm. Die regenreiche Jahreszeit dauert von April bis September und die trockenere Jahreszeit von Oktober bis März.

## Verkehr
Die Nord-Süd-Autobahn 3 streift den Landkreis im Nordwesten im Bereich der Kreisstadt Nantou, die davon abzweigende 2009 eröffnete Autobahn 6 führt ins Zentrum des Kreises nach Puli. Dort beginnt eine über den Hehuanshan zum Landkreis Hualien führende Passstraße, die einzige Straße im Zentrum der Insel, die West- mit Osttaiwan verbindet.
Die Jiji-Linie, eine Nebenstrecke der Taiwanischen Eisenbahn, führt von Ershui im Nachbarkreis Changhua über Jiji nach Checheng in der Gemeinde Shuili nahe dem Sonne-Mond-See.

## Städte und Gemeinden

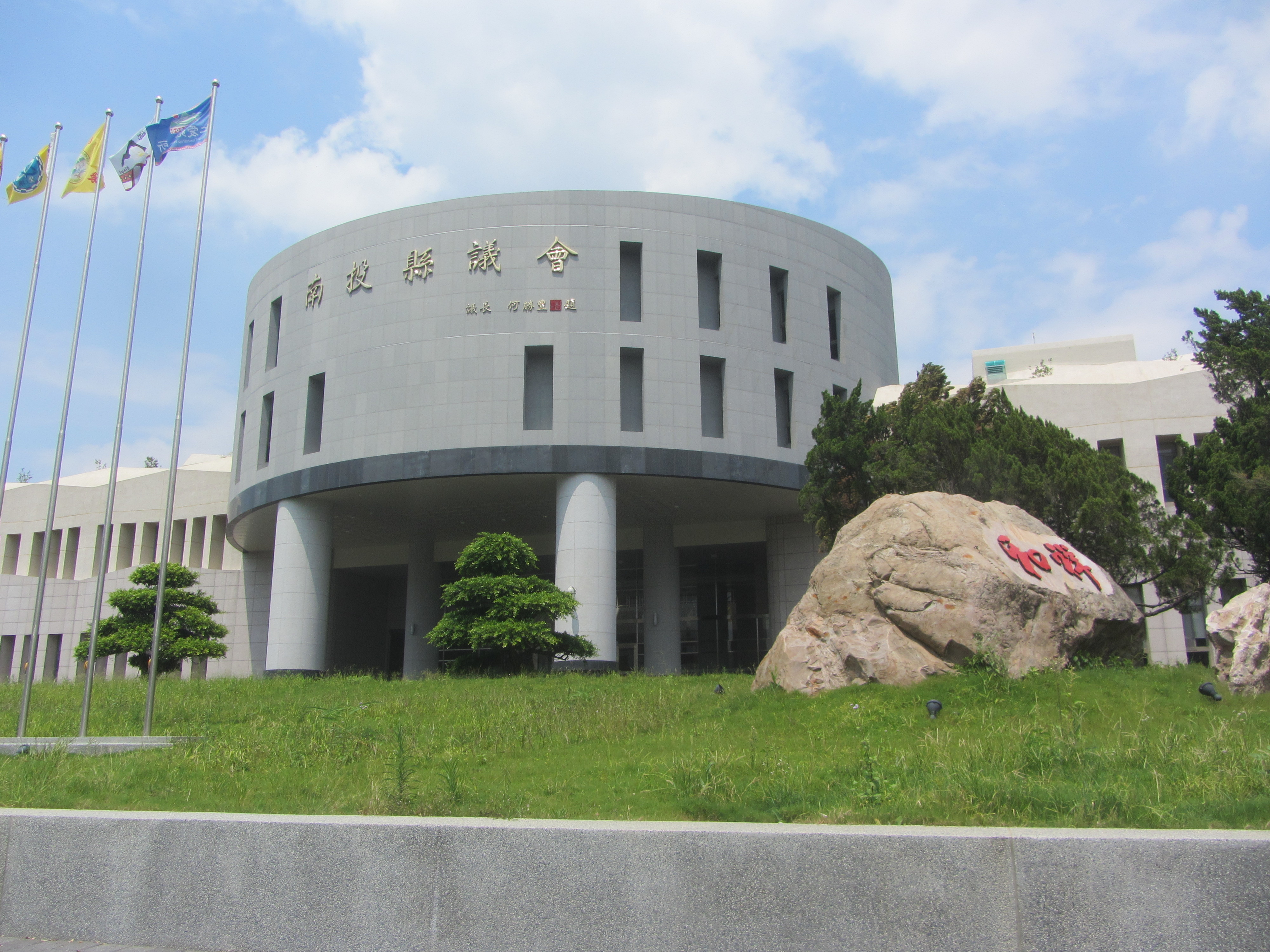
Sitz des Kreistages von Nantou

Die Kreisstadt Nantou ist die einzige Stadt (市,  Shì) des Landkreises. Daneben gibt es vier Stadtgemeinden (鎮,  Zhèn) und acht Landgemeinden (鄉,  Xiāng, darunter zwei Berglandgemeinden der Ureinwohner). Die Einwohnerzahlen und Flächenangaben zu den Gemeinden waren nach der amtlichen Statistik vom April 2018 die folgenden:
| Gemeinde                            | chin.  | Hanyu Pinyin    | Taiwanisch (POJ) | Fläche (km²) | Einwohner | Ew./km² |
| ----------------------------------- | ------ | --------------- | ---------------- | ------------ | --------- | ------- |
| 1 Stadt                             |        |                 |                  |              |           |         |
| Nantou                              | 南投市 | Nántóu          | Lâm-tâu          | 71,6021      | 99.985    | 1.397   |
| 4 Stadtgemeinden                    |        |                 |                  |              |           |         |
| Caotun                              | 草屯鎮 | Cǎotún Zhèn     | Chháu-tūn-tìn    | 104,0327     | 97.640    | 939     |
| Jiji                                | 集集鎮 | Jíjí Zhèn       | Chi̍p-chi̍p-tìn    | 49,7268      | 10.911    | 219     |
| Puli                                | 埔里鎮 | Pǔlǐ Zhèn       | Po͘-lí-tìn        | 162,2227     | 80.786    | 498     |
| Zhushan                             | 竹山鎮 | Zhúshān Zhèn    | Tek-san-tìn      | 247,3339     | 54.955    | 222     |
| 6 Landgemeinden                     |        |                 |                  |              |           |         |
| Guoxing                             | 國姓鄉 | Guóxìng Xiāng   | Kok-sèng-hiong   | 175,7042     | 18.757    | 107     |
| Lugu                                | 鹿谷鄉 | Lùgǔ Xiāng      | Lo̍k-kok-hiong    | 141,8991     | 17.787    | 125     |
| Mingjian                            | 名間鄉 | Míngjiān Xiāng  | Bêng-kan-hiong   | 83,0955      | 38.586    | 465     |
| Shuili                              | 水里鄉 | Shuǐlǐ Xiāng    | Chúi-lí-hiong    | 106,8424     | 17.714    | 167     |
| Yuchi                               | 魚池鄉 | Yúchí Xiāng     | Hî-tî-hiong      | 121,3735     | 15.860    | 131     |
| Zhongliao                           | 中寮鄉 | Zhōngliáo Xiāng | Tiong-liâu-hiong | 146,6541     | 14.783    | 100     |
| 2 Berglandgemeinden der Ureinwohner |        |                 |                  |              |           |         |
| Ren’ai                              | 仁愛鄉 | Rén'ài Xiāng    | Jîn-ài-hiong     | 1.273,53     | 15.853    | 12      |
| Xinyi                               | 信義鄉 | Xìnyì Xiāng     | Sìn-gī-hiong     | 1.422,42     | 16.262    | 11      |

Im auf dem Gebiet der Stadt Nantou planmäßig angelegten Ort Zhongxing befindet sich seit 1956 die Verwaltung der Provinz Taiwan.
| Gemeinden im Landkreis Nantou |
| --- |
| Xinyi Ren’ai Zhongliao Yuchi Shuili Mingjian Lugu Guoxing Zhushan Puli Jiji Caotun Nantou Taichung Landkreis Chiayi Landkreis Hualien Land- kreis Chang- hua Land- kreis Yunlin Kaohsiung |

## Politik
Das Selbstverwaltungsorgan des Landkreises ist der gewählte Kreistag von Nantou (南投縣議會,  Nántóu Xiàn Yìhuì), der 1950 eingerichtet wurde. Vorsteher des Landkreises ist der gewählte Landrat (縣長,  Xiàn zhǎng, englisch Magistrate). Bis zum Jahr 2018 gehörten fast alle amtierenden Landräte von Nantou der Kuomintang an.